# UBE2N
UBE2N (англ. Ubiquitin conjugating enzyme E2 N) – білок, який кодується однойменним геном, розташованим у людей на короткому плечі 12-ї хромосоми. Довжина поліпептидного ланцюга білка становить 152 амінокислот, а молекулярна маса — 17 138.
| 10         |  | 20         |  | 30         |  | 40         |  | 50         |
| ---------- |  | ---------- |  | ---------- |  | ---------- |  | ---------- |
| MAGLPRRIIK |  | ETQRLLAEPV |  | PGIKAEPDES |  | NARYFHVVIA |  | GPQDSPFEGG |
| TFKLELFLPE |  | EYPMAAPKVR |  | FMTKIYHPNV |  | DKLGRICLDI |  | LKDKWSPALQ |
| IRTVLLSIQA |  | LLSAPNPDDP |  | LANDVAEQWK |  | TNEAQAIETA |  | RAWTRLYAMN |
| NI         |  |            |  |            |  |            |  |            |

A: Аланін

C: Цистеїн

D: Аспарагінова кислота

E: Глутамінова кислота

F: Фенілаланін

G: Гліцин

H: Гістидин

I: Ізолейцин

K: Лізин

L: Лейцин

M: Метіонін

N: Аспарагін

P: Пролін

Q: Глутамін

R: Аргінін

S: Серин

T: Треонін

V: Валін

W: Триптофан

Кодований геном білок за функцією належить до трансфераз. 
Задіяний у таких біологічних процесах, як пошкодження ДНК, репарація ДНК, убіквітинування білків, ацетилювання. 
Білок має сайт для зв'язування з АТФ, нуклеотидами. 
Локалізований у цитоплазмі, ядрі.